# إيك كريستيان هيرش
إيك كريستيان هيرش (بالألمانية: Eike Christian Hirsch) (و. 1937  م) هو صحفي، وكاتب ألماني، ولد في دي بيلت.